# Lutas nos Jogos Pan-Americanos de 1955
As competições de luta olímpica nos Jogos Pan-Americanos de 1955 foram realizadas na Cidade do México, no México. Foram disputados apenas eventos de luta livre.

## Medalhistas
Luta livre masculina
| Evento                 | Ouro                                | Prata                             | Bronze                              |
| ---------------------- | ----------------------------------- | --------------------------------- | ----------------------------------- |
| Até 52 kg detalhes     | Manuel Varela ARG Argentina         | Nicolás Basurto MEX México        | Michael Krishart USA Estados Unidos |
| Até 57 kg detalhes     | Jack Blubaugh USA Estados Unidos    | Adolfo Díaz ARG Argentina         | Leonardo Basurto MEX México         |
| Até 62 kg detalhes     | Omar Biebel ARG Argentina           | Alan Rice USA Estados Unidos      | José Yañez CUB Cuba                 |
| Até 67 kg detalhes     | Jay Thomas Evans USA Estados Unidos | Juan Rolón ARG Argentina          | Mario Tovar MEX México              |
| Até 73 kg detalhes     | Alberto Longarella ARG Argentina    | Melvin Nothrup USA Estados Unidos | Antonio Rosado MEX México           |
| Até 79 kg detalhes     | Léon Genuth ARG Argentina           | Webzel Hubel USA Estados Unidos   | Eduardo Assam MEX México            |
| Até 87 kg detalhes     | Alfred Paulekas USA Estados Unidos  | Oscar Salazar VEN Venezuela       | José Hernández MEX México           |
| Mais de 87 kg detalhes | William Kerslake USA Estados Unidos | José Puig ARG Argentina           | Arturo Meneses MEX México           |

## Quadro de medalhas
| Ordem | País               | Medalha de ouro | Medalha de prata | Medalha de bronze |    |
| ----- | ------------------ | --------------- | ---------------- | ----------------- | -- |
| 1     | USA Estados Unidos | 4               | 3                | 1                 | 8  |
| 2     | ARG Argentina      | 4               | 3                |                   | 7  |
| 3     | MEX México         |                 | 1                | 6                 | 7  |
| 4     | VEN Venezuela      |                 | 1                |                   | 1  |
| 5     | CUB Cuba           |                 |                  | 1                 | 1  |
| TOTAL | TOTAL              | 8               | 8                | 8                 | 24 |

## Ligação externa
- Jogos Pan-Americanos de 1955